# Гном-Рон 7K Titan Major
Гном-Рон 7K Titan Major — французский поршневой звездообразный 7-цилиндровый авиадвигатель воздушного охлаждения 1930-х годов.
Конструктивно 7K представлял собой увеличенный Гном-Рон 5K Titan, французскую переработку британского двигателя Bristol Titan, выпускавшегося по лицензии), с двумя дополнительными цилиндрами. Из зарубежных аналогов он наиболее схож с Bristol Neptune.
Характерной особенностью моторов K-серии (в которую также входили 9-цилиндровый 9K и 14-цилиндровый двухрядный Гном-Рон 14K Mistral Major), была взаимозаменяемость основных компонентов (коленчатый вал, цилиндры, поршни, оси, задние крышки).
Двигатель выпускался по лицензии в Италии под маркой Piaggio P.VII и в Румынии как IAR-7K.

## Модификации
- 7K, 350 л.с.
- 7Kd, 380 л.с. (2000 об/мин)
- 7Kds, 340 л.с. (2000 об/мин)
- 7Kfs, 350 л.с. (2100 об/мин)
- Piaggio P.VII, итальянская версия
- IAR-7K, румынская версия.

## Применение
Франция
- Bernard S-73
- Bernard 74
- Bernard 160
- Bloch MB 110
- Breguet 393T
- Breguet 414
- Farman F.291
- FBA 291
- FBA 294
- Lioré et Olivier LeO H-199
- Lioré et Olivier LeO 203
- Lioré et Olivier LeO H-242
- Morane-Saulnier MS.235
- Potez 33/3
- SPCA 80
- SPCA 90
- Wibault 280 (модификации 282 и 283)
- Wibault 362

 Италия
- Breda Ba.28 (экспортная версия Breda Ba.25), см. также Piaggio P.VII

 Румыния
- SET-7K

 Югославия
- Рогожарски ПВТ
- Рогожарски Р-100